# Mathias Schumacher
Mathias Schumacher (* 22. Juli 1893 in Düsseldorf; † 14. Dezember 1966 in München) war ein deutscher Bildhauer.

## Leben
Schumachers Werdegang begann 1907 als Schüler von Joseph Hammerschmidt, bei dem er bereits an monumentalen Grabmälern mitarbeitete. Von 1909 bis 1914 studierte er an der Kunstakademie Düsseldorf bei den Professoren Karl Janssen und Eduard von Gebhardt. Ein geplanter Studienaufenthalt in Paris konnte durch den Ausbruch des Ersten Weltkriegs, an dem er 1914–1918 unter anderem in Russland und Frankreich teilnahm, nicht verwirklicht werden; 1919 wurde er kriegsversehrt aus dem Heer entlassen.
Von 1920 bis 1944 lebte und arbeitete Schumacher in Berlin. Zeitweilig wirkte er hier auch als Dramaturg und Beirat bei der Ufa und der Deulig. Eigene Märchen- und Scherenschnittfilme entstanden und Kulturfilme im Auftrag der Reichsbahnzentrale für den deutschen Reiseverkehr, so auch Kassel, die Kultur- und Gartenstadt (Regie: Hans Arnau, 1934), der auf der Pariser Weltausstellung 1937 mit einer Goldmedaille ausgezeichnet wurde. Schumacher schuf in den 1920er und 1930er Jahren zahlreiche Porträtbüsten, unter anderem von den Schauspielerinnen Yvette Rodin (Elisa Rodien; 1923), Sybille Schmitz (1934), Hanna Waag (1934), Ernestine Costa (1935), der Sängerin Bergliot Ibsen-Bjørnson (der Tochter von Bjørnstjerne Bjørnson und Schwiegertochter von Henrik Ibsen, 1934) und der Tänzerin Mary Wigman (1938). Von großen Bronzefiguren wie Madonna, Schreitende, Klang, Penthesilea und anderen ist heute vor allem eine nackte Bogenschützin bekannt, die durch Photo-Hoffmann, vertrieben als Postkarte vom Haus der Deutschen Kunst, München, als Bild erhalten ist. Er nahm 1942 und 1943 mit vier Arbeiten an der Großen Deutschen Kunstausstellung in München teil. Viele Werke wurden im Krieg bei einem Luftangriff im Berliner Atelier 1944 zerstört. 1946 entstand eine etwa 300 cm hohe Großplastik Erzengel Michael in Stein für das Echterhaus in Würzburg. 1949 siedelte Schumacher nach München über. Nach künstlerischen Verlagsarbeiten und dem Mitaufbau von Buchdruckerei und Verlag Schumacher-Gebler 1950 bis 1955 schuf er zahlreiche Kleinplastiken, darunter eine Stürzende und einen Porträtkopf seines afghanischen Windhundes Parsa.

## Werke (Auswahl)
- Eifelbauer, Eisen 1910
- Friesischer Fischer, Bronze 1911
- Kniender weiblicher Akt, Studie, Gips 1920
- Porträt Sybille Schmitz, Wachs 1934
- Porträt Bergliot Ibsen-Björnson, Bronze 1934
- Die Vertriebenen, Gipsmodell für Bronze, 1936/37
- Die Bogenschützin, Bronze 1937
- Porträt Mary Wigman, Bronze, 1938
- Freya (Statue, Zink; ausgestellt 1943 auf der Großen Deutschen Kunstausstellung)[2]
- Erzengel Michael, Stein 1946
- Porträtkopf Parsa, Afghanischer Windhund, Gips 1963
- Stürzende, Bronze 1964
- Die Trauernde, Bronze, 1961
- Prometheus, Bronze, 1961